# Fodechincho
Fodechincho és un terme despectiu utilitzat a Galícia per referir-se als turistes espanyols, especialment aquells que no respecten ni s'adapten als costums locals.

## Origen

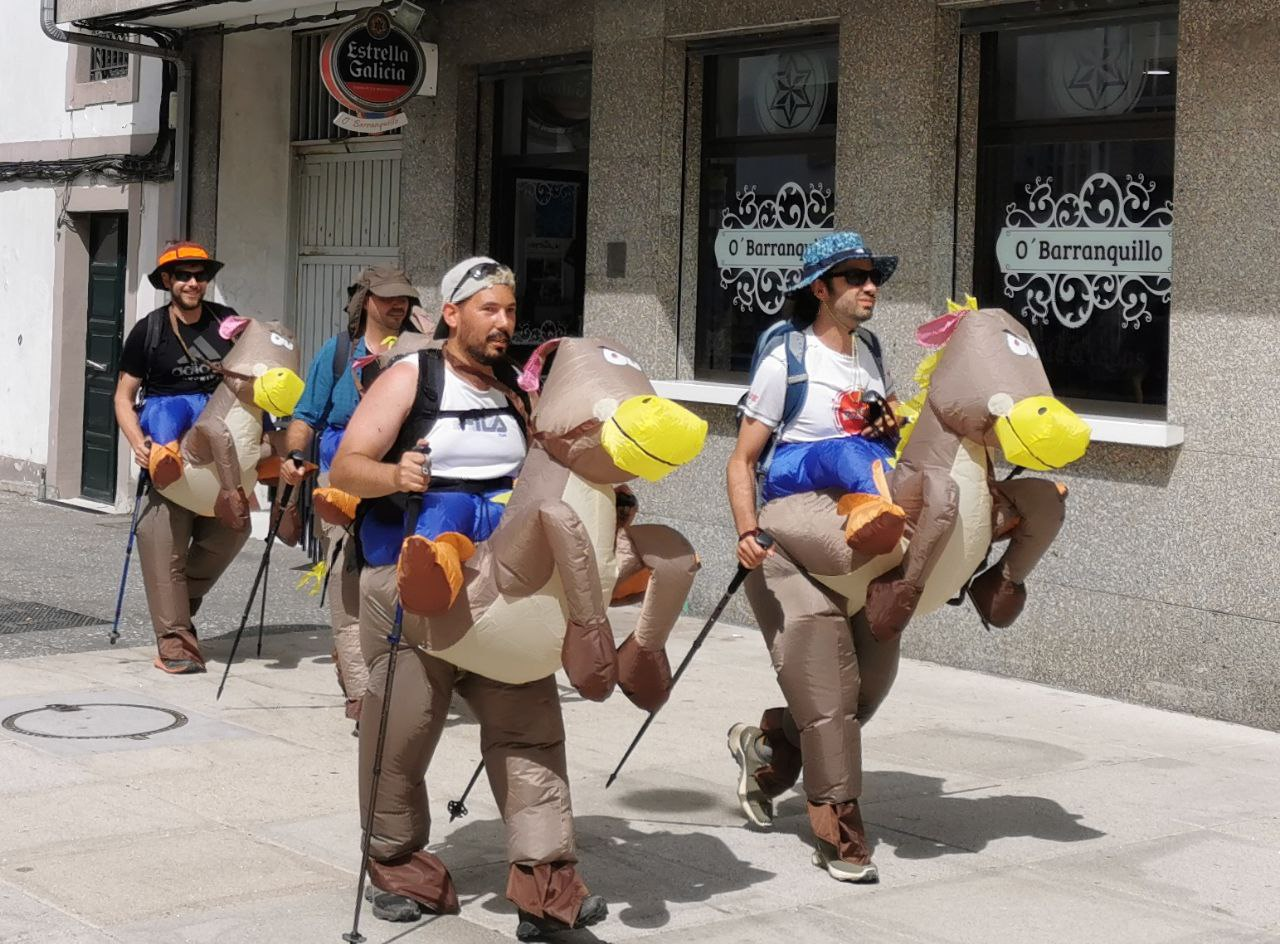
Pelegrins que arriben a Santiago de Compostela.

La teoria més estesa sobre el nom situa el seu naixement a les Rías Baixas als anys setanta, i està relacionada amb els chinchos, un petit sorell menyspreat pels pescadors que eren consumits (amb el nom de fodidos) pels turistes provinents especialment de Madrid i rodalia. L'augment del turisme, i les molèsties derivades, van amplificar l'ús del terme, passant a definir tots els estiuejants, especialment els de l'altiplà conegut com la meseta, que causen inconvenients als habitants autòctons pel seu desconeixement o prepotència contra aquests autòctons. En aquest sentit, destaca el personatge paròdic del "turista madrileny", interpretat per Evaristo Calvo al programa Air Galicia de Televisión de Galícia.
A la província d'Ourense també s'utilitza el terme escallá, referint-se a les persones que, en anar al camp, fan comparacions amb el seu lloc d'origen dient "Es que allá...". A l'interior, en zones com O Incio - Sarria, s'anomenen roncs de pernil (perquè acaben amb aquest menjar).
El juny de 2022 s'obrí un perfil a Twitter orientat a fer paròdia amb aquest terme.